# Chief Lake
Chief Lake é uma Região censo-designada localizada no estado norte-americano de Wisconsin, no Condado de Sawyer.

## Demografia
Segundo o censo norte-americano de 2000, a sua população era de 625 habitantes.

## Geografia
De acordo com o United States Census Bureau tem uma área de 61,1 km², dos quais 54,6 km² cobertos por terra e 6,5 km² cobertos por água. Chief Lake localiza-se a aproximadamente 402 m acima do nível do mar.

## Localidades na vizinhança
O diagrama seguinte representa as localidades num raio de 20 km ao redor de Chief Lake.